# Tasaday

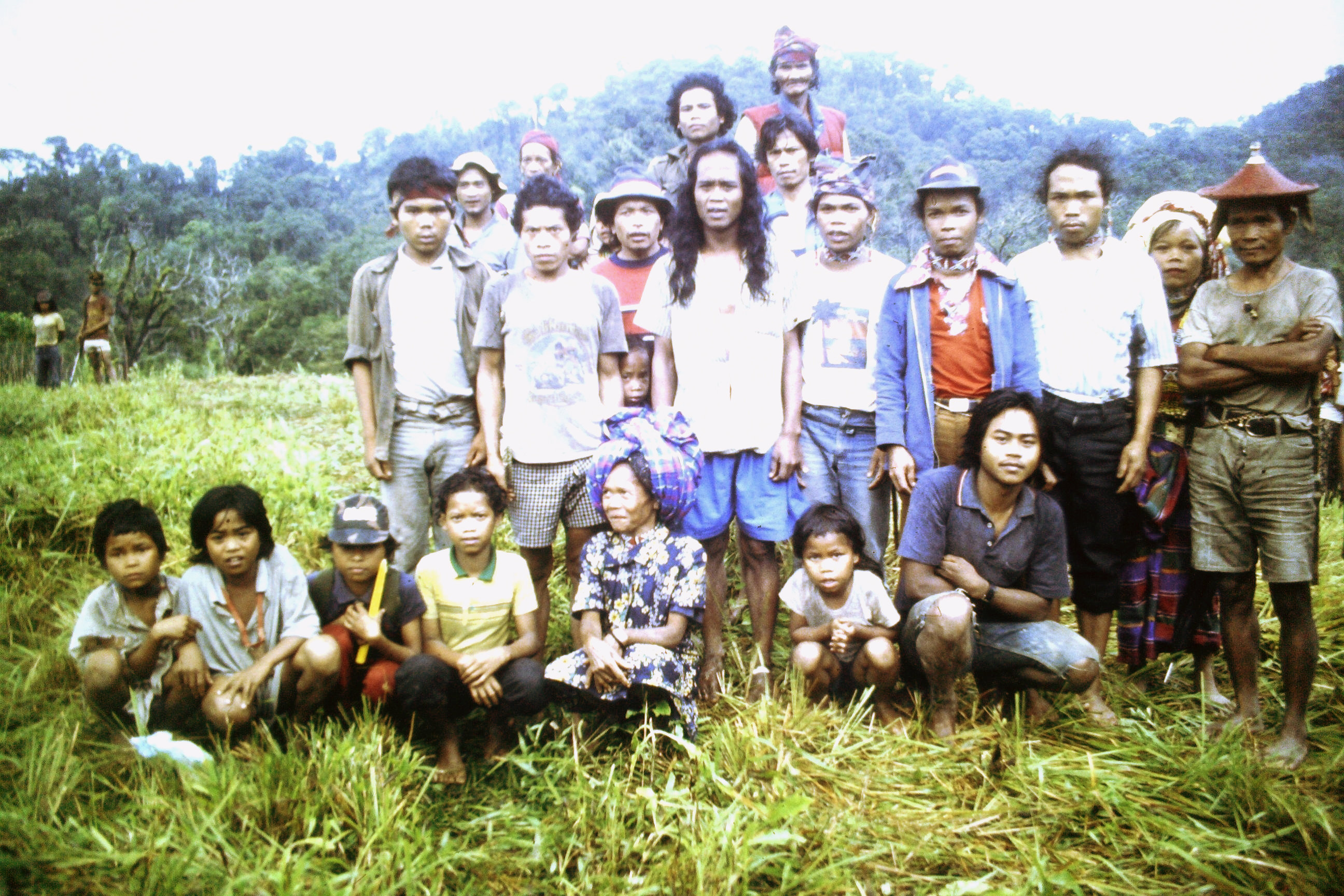
Tasaday

Les Tasaday (tɑˈsɑdɑj) sont possiblement un peuple autochtone et isolé de l'île de Mindanao de l'archipel des Philippines. On considère qu'ils font partie du groupe des Mamanwa ou Lumad, avec les autres négritos de l'île.
Leur « découverte » en 1971 attira sur ce peuple l'attention des médias (couverture du National Geographic, documentaire télévisé sur NBC, etc.) lorsqu'ils furent décrits comme vivant avec un niveau technologique proche de celui de l'Âge de la pierre et comme ayant été complètement isolés du reste de la société philippine. L'instauration de la loi martiale aux Philippines en 1974 bloqua les recherches jusqu'en 1986, lorsque tomba le gouvernement de Ferdinand Marcos. Aucune trace de ce peuple ne fut alors retrouvée. Depuis ce jour, l'existence réelle des Tasaday est très discutée, voire considérée comme un canular.
Il est possible que la totalité des membres de ce groupe de 26 membres soit décédée d'une épidémie consécutive à leur découverte, phénomène souvent observé quand un groupe isolé est découvert, d'autant plus qu'à l'époque aucune recommandation n'avait été formulée par l'ONU. De plus, celle-ci ne pouvait intervenir dans le cadre d'un État souverain, en proie à des troubles politiques et sociaux.   